# ピート・クウェイフ
ピーター・アレクサンダー・グリーンロウ・クウェイフ (Peter Alexander Greenlaw Quaife, 出生時はKinnes, 1943年12月31日 - 2010年6月23日) は、イギリスのミュージシャン、アーティスト、作家。彼はキンクスの創設メンバーであり1963年から1969年までベースギタリストを務めた。また、いくつかの曲ではバックヴォーカルも務めた。
クウェイフは1963年にレイとデイヴのデイヴィス兄弟と共にレイヴンズとして知られるグループを結成した。1963年の終わりか1964年の初めに、彼らは名前をキンクスに変更した。キンクスは1960年代を通じていくつかの世界的なヒット曲を記録した。「ユー・リアリー・ガット・ミー」や「オール・オブ・ザ・ナイト」などの初期のシングルは、ハードロックやヘビーメタルといったジャンルへの初期の影響として言及される。バンドの初期には、一般的に最も見栄えの良いメンバーと見なされていたクウェイフがしばしば彼らのスポークスマンとなった。彼は1969年にキンクスを離れ、1970年4月にメイプルオークというバンドを結成した。
音楽業界を引退した後、クウェイフは1970年代を通してデンマークに居住した。彼は1980年にカナダのオンタリオ州ベルビルに転居し、そこで漫画家および芸術家として活動した。彼は1998年に腎不全と診断され、2005年にデンマークに戻った。クウェイフは2010年6月に腎不全で死去した。

## 生い立ち
クウェイフは、デヴォン州タヴィストックでピーター・アレクサンダー・グリーンロウ・キネスとして生まれる。母親のジョアン・メアリー・キルビーは第二次世界大戦中にアメリカ軍人と関係を持ち、妊娠した。彼女は息子と共にロンドンに戻り、1947年にスタンリー・メルヴィル・クウェイフと結婚する。幼いピーターはそこでクウェイフの名となる。クウェイフはマスウェル・ヒルのコールドフォール小学校に通い、後にウィリアム・グリムショー中等学校（現在はフォーティスミア・スクールで、弟のデヴィッド・クウェイフとペニー・トゥマゾウによって彼のプラークが設置されている）に通った。

## キンクス
コマーシャルアートを短期間学んだ後、クウェイフは1962年に学校の友人であったレイ・デイヴィスとキンクスを結成し、その後レイの弟デイヴに参加を頼んだ。バンドはもともとレイヴンズの名で、クラウチ・エンド中等学校のホーンジー・レクリエーション・クラブなどの地元の会場でリズム・アンド・ブルースを演奏した。「キンクス」の名は、1963年後半にレコーディング契約を締結したときにのみ付けられた。
キンクスは3枚目のシングルである1964年の「ユー・リアリー・ガット・ミー」を皮切りに、世界的なヒット曲を連発した。クウェイフは一般的に初期の記者会見でバンドのスポークスマン的役割を担当した。1966年6月、彼は自動車事故で重傷を負い演奏ができなくなった。彼は後に、絶え間ない争いにうんざりしていたので、バンドからの休暇を楽しんだと語っている。クウェイフが入院の結果バンドを辞めたため、ジョン・ダルトンが彼の代わりに加入したが、クウェイフは再考し、1966年11月にバンドに戻った。
次の2年間、クウェイフは『サムシング・エルス』や『ヴィレッジ・グリーン・プリザヴェイション・ソサエティ』などのアルバムで演奏し、『アーサー、もしくは大英帝国の衰退ならびに滅亡』のいくつかの曲のリハーサルを支援した。クウェイフは1969年4月にキンクスから正式に脱退したが、他の人々は最初は彼を信じず、クウェイフの新しいバンドを明らかにする音楽紙の記事を見て初めて彼の意図に気づいた。レイ・デイヴィスは彼に考えを変えてとどまるように頼んだが、成功しなかった。デイヴィスは再びベーシストとして、正式にダルトンを加入させた。

## メイプルオーク
キンクスを離れた後、クウェイフは新しくカントリーおよびロックバンドのメイプルオークを結成した。バンド名はメンバーに由来している。「メイプル」は2人のカナダ人メンバー、シンガーソングライターのスタン・エンダースビー（1947年7月17日生、カナダ、ケベック州ラシーヌ）とマーティ・フィッシャー（1945年12月24日生、カナダ、ブリティッシュコロンビア州バンクーバー）を表している。「オーク」はイギリス人メンバーであるクウェイフとドラマーのミック・クックを表している。
クウェイフはデンマークで連絡を取り合っていたため、グループは1969年の大半と1970年の初めにデンマークとイギリスで頻繁にライブを行った。クックは1969年6月にバンドを去り、別のカナダ人であるゴードン・マクベイン（1947年8月5日生、カナダ、オンタリオ州トロント）が加入した。マクベインはバンドのオリジナル曲の大半を執筆した。
メイプルオークは1970年4月に最初のシングル「Son of a Gun」をリリースしたが、チャート入りすることはできなかった。その後クウェイフはバンドを脱退し、音楽業界から引退した。その後デンマークに転居し、1971年にリリースされたメイプルオークの唯一のアルバムには参加しなかった。

## 1980年代および1990年代
クウェイフはプロのパフォーマーとして音楽の世界に完全に戻ることは無かった。1980年、彼はグラフィックアーティストとして活動するためにカナダのオンタリオ州ベルビルに転居した。1981年に彼は1960年代以来のキンクスのコンサートに出演し、トロントでのショーでアンコールナンバーでベースを演奏した。クウェイフは他のキンクスのメンバーとともに、1990年にロックの殿堂入りした。ニューヨークでの式典で、クウェイフはその年に殿堂入りした他のミュージシャンと共にジャムを行った。
クウェイフはアマチュア天文学者として活動し、カナダ、オンタリオ州のクイント湾地域の夜空の観測に関して有能な天文学者として知られていた。彼はカナダ王立天文学会の会員であり、天文学を多くの人々に啓発した。
クウェイフは1998年に腎不全と診断された。人工透析中に、彼は自分の経験に基づいて一連の漫画を描いた。漫画は他の患者から熱狂的に受け入れられ、それらはその後「The Lighter Side of Dialysis」として本の形で出版された（Jazz Communications、トロント、2004年）。クウェイフはキンクス在籍中は常に「ピート」と呼ばれていたが、本は「ピーター・クウェイフ」の名で出版されている。
1996年、ゴールドマイン誌のインタビューで、ザ・フーのジョン・エントウィッスルは好きなベーシストは誰かと尋ねられ、「僕の好きなベーシストの1人は、ピート・クウェイフだったと思う。なぜなら彼は文字通りキンクスを運転していたからだ。」と答えた。クウェイフを高く評価したミュージシャンはエントウィッスルだけでは無かった。トーマス・キッツは、1966年の初めに、エリック・クラプトンがクウェイフをバンドに招待したが、そのバンドは最終的にはクリームになったと書いている。

## 21世紀
死の直前までクウェイフはキンクスと正式な関係は無かったが、それでもバンドでの自らの在籍時について熱心に話し、ファンの集まりに出演した。 2004年9月にオランダのユトレヒトで開催されたキンクスミーティングで、彼は1960年代のロックグループの架空の物語である「Veritas」からの抜粋を朗読した。彼はまたカスト・オフ・キンクスで幾つかの曲を演奏した。
クウェイフはカナダに20年以上住んでいたが、結婚生活が破綻した後、2005年にデンマークに戻り、19歳のキンクスファンの頃から知っていたガールフレンドのエリザベス・ビルボと暮らした。クウェイフの死去時、彼らは婚約していた。
2005年、クウェイフはキンクスと共にイギリス音楽の殿堂入りを果たし、4人のオリジナルメンバーの最後の再会を記念した。 2007年12月、レコード・コレクター誌はレイ・デイヴィスのインタビューを掲載し、レイは「僕は約1か月前にクウェイフと話をしたが、彼は僕と一緒に別のレコードを作りたいと心から望んでいる。」と語ったとされる。タブロイド紙はこのインタビューを引用し、キンクスが2008年にツアーのためにリフォームしているという話に変えた。しかし、2008年12月にバイオグラフィー・チャンネルで放映されたインタビューで、クウェイフはキンクスの再結成には決して参加しないとはっきり語った。2009年3月、クウェイフは公の目から永久に引退するという声明を発表した。

### 死
クウェイフは10年以上人工透析を受けていたが、2010年6月23日に66歳で死去した。クウェイフの死から2日後、デイヴ・デイヴィスは元メンバーの死に対する深い悲しみを表し、彼の友情、個性、才能、キンクスのサウンドへの貢献を称賛する声明を自身のウェブ掲示板に投稿した。彼は、クウェイフは「（キンクスへの）彼の貢献と関与に値するクレジットを実際に与えられたことは一度もない」と述べた。レイ・デイヴィスはグラストンベリー・フェスティバルでの6月27日の公演を彼に捧げ、彼に敬意を表してクウェイフ在籍時のキンクスの曲をいくつか演奏した。デイヴィスは群衆に「彼がいなければ僕は今日はここにいなかっただろう」と語り、「デイズ」のオープニングラインを歌ったとき、明らかに涙ぐんでいた。ミック・エイヴォリーは、クウェイフの脱退の決定は残念であり、それがバンドに「大きな違いをもたらした」と付け加えた。

### Veritas
クウェイフの本、「Veritas, Volume I」は、彼が何年も出版しようとしていたもので、死後の2011年2月にようやく出版された。この本は、主にクウェイフのキンクスでの経験に基づいた架空の1960年代のバンドの物語である。

## 参照
1. 1 2 3  Laing, Dave (2010年6月25日). “Pete Quaife obituary”. The Guardian. 2010年6月24日閲覧。
2. ↑  Register Obituaries: Pete Quaife. The Times, page 96, 26 June 2010.
3. 1 2  “Pete Quaife interview”. Kindakinks.net. 2016年5月27日閲覧。
4. ↑  Sullivan, Denise. “You Really Got Me”.   Allmusic. 2010年6月25日閲覧。
5. ↑  The Times obituary, 26 June 2010
6. ↑  Rogan, Johnny (2015). Ray Davies: A Complicated Life. Random House. p. 59. ISBN 9781847923318
7. ↑  Rogan 2015, p. 64
8. 1 2  Greene, Andy (2010年6月24日). “Original Kinks Bassist Pete Quaife Dead at 66”.   Rolling Stone. 2016年5月27日閲覧。
9. ↑  “Pete Quaife interview”.   Kindakinks.net. 2016年5月27日閲覧。
10. ↑  Dave Davies (2010年6月25日). “Dave Davies Message Board/Peter Quaife-Dave Davies”. 2010年11月4日時点のオリジナルよりアーカイブ。2010年6月29日閲覧。
11. ↑  “Ray Davies pay tribute to late Kinks bassist Pete Quaife at Glastonbury”. NME (2010年6月27日). 2010年6月30日時点のオリジナルよりアーカイブ。2010年6月29日閲覧。
12. ↑  Note: this paragraph is copied from the "Solo work and potential reunion (1997-present)" section on the Wikipedia article for the Kinks